# گمینا سووپسک
گمینا سووپسک (به لهستانی:  Gmina Słupsk) یک گمینا در لهستان است که در شهرستان سووپسک واقع شده‌است. گمینا سووپسک ۲۶۰٫۵۸ کیلومتر مربع مساحت و ۱۶٬۵۵۸ نفر جمعیت دارد.